# トレヴァー・イヴ
トレヴァー・イヴ（Trevor Eve、1951年7月1日 - ）は、イギリスの俳優。
芸術家を志し、キングストン大学に入学するも中途退学し、王立演劇学校で演技を学ぶ。
1974年、ウィリー・ラッセル作《John, Paul, George, Ringo ... and Bert》のポール・マッカートニー役で舞台デビュー。
ローレンス・オリヴィエに認められ、彼が手掛ける演劇のテレビ化シリーズ「Laurence Olivier Presents」のエピソード「結婚／女たちの夜明け」(1976)に出演。この後、オリヴィエ夫人ジョーン・プロウライト主演のフランコ・ゼッフィレッリ演出《フィルメナ・マルトゥラーノ》にも出演。この時に共演者シャロン・モーンと出逢い、80年に結婚。娘アリス・イヴ、息子ジャック、ジョージをもうける。
1979年はオリヴィエもヴァン・ヘルシング役で出演した『ドラキュラ』にヨナタン・ハーカー役で出演し、映画進出。

## 出演作品
- 埋もれる殺意　～39年目の真実～ (2015)
- インターセプター (2015)
- 高慢と偏見、そして殺人
- 誘拐交渉人　裏切りの陰謀
- 誘拐交渉人
- ある日モテ期がやってきた
- ボクらの町の小さな美術館
- 禁断の関係～愛と憎しみのブーケ～
- ウェイキング・ザ・デッド　迷宮事件特捜班 シーズン4（ピーター・ボイド）
- ウェイキング・ザ・デッド　迷宮事件特捜班 シーズン3（ピーター・ボイド）
- ウェイキング・ザ・デッド　迷宮事件特捜班 シーズン2（ピーター・ボイド）
- 抱擁
- ウェイキング・ザ・デッド　迷宮事件特捜班 シーズン1（ピーター・ボイド）
- 政治家の妻
- コルシカの兄弟
- ドラキュラ Dracula (1979)
- 結婚／女たちの夜明け Laurence Olivier Presents: Hindle Wakes(1976／TV) VHSスルー

## 製作
- ジェーン・バーキン in シンデレラ
- 鏡の国のアリス